# DigiKam
DigiKam是KDE桌面环境的影像管理和编辑程式，支持所有主要图像格式，并可以组织目录为基础的照片收藏，或按日期、时间、或标签的动态相册。用户还可以对图像添加标题和评语，搜索他们和透过智能文件夹保存搜索。加入插件还可以输出到Flickr的相册、Gallery2、谷歌地球的的KML文件、Simpleviewer、刻录成光盘或创建Web画廊。

## 功能
DigiKam提供组织、预览、下载和从数码相机删除图像的功能。基本自动变换功能也可以使用在图片下载期间。此外，digiKam提供图像增强工具，通过KIPI（KDE图像插件接口）框架和它自己的插件，如红眼去除、色彩管理、图像滤镜或特殊效果。Digikam是Linux上唯一的可以处理16位元／色频图像的照片管理自由软件。

## 获得奖项
DigiKam已获得TUX 2005年和2008年读者选择奖喜爱的数字照片管理工具类别。

## 其他操作系统
- Windows: digiKam已经作为KDE on Windows project的一部分發布。

## 技术信息
DigiKam使用C++采用Qt/KDE libraries编写。